# Bomarea lopezii
Bomarea lopezii är en alströmeriaväxtart som beskrevs av Hofreiter och E.Rodr. Bomarea lopezii ingår i släktet Bomarea och familjen alströmeriaväxter. Inga underarter finns listade i Catalogue of Life.